# Miraflores (Boyacá)
Miraflores è un comune della Colombia facente parte del dipartimento di Boyacá.
Il centro abitato venne fondato da colonizzatori spagnoli nel 1639, mentre l'istituzione del comune è del 9 dicembre 1811.